# The Last Don (álbum)
The Last Don (en español: El último Don) es el álbum de estudio debut del cantante puertorriqueño Don Omar. Fue publicado el 17 de junio de 2003 bajo el sello discográfico V.I. Music y distribuido por Universal Music Group, incluye las colaboraciones de Daddy Yankee, Glory, Héctor “El Bambino”, Trébol Clan y Gallego.
Una reedición del álbum bajo la serie The Gold Series fue publicado bajo Machete Music el 19 de diciembre de 2006, junto a la edición especial de su álbum King of Kings, titulado Armageddon Edition.
El álbum fue nominado a Premios Billboard de la Música Latina en la categoría de Álbum popular latino, artista nuevo en 2004.

## Recepción

### Crítica
Jason Birchmeier, del portal web AllMusic, le otorgó al álbum una puntuación de 4 estrellas de 5, comentando su éxito al ser uno de los primeros álbumes de reguetón en invadir de manera internacional. También destaca la producción de Luny Tunes y Eliel en conjunto, haciendo énfasis en el aspecto lírico y vocal de Don Omar en donde “no solo es un cantante con más flow, sino también posee momentos emotivos y bastante articulados, en donde hay una narrativa progresiva («Aunque Te Fuiste»)”. Concluyendo con destacar el factor decisivo de incluir al tema «Dale Don Dale» como cierre de álbum y bonus track del mismo, el cual expresa “acentúa a The Last Don como un clásico”.
En 2005, el diario de The New York Times valoro el álbum y el artista como uno de los más confiables creadores de éxitos del género Reguetón.

### Comercial
El álbum en el 2003 vendió 150,000 copias según The New York Times.  En registros de enero de 2005, el álbum había vendido más de 250 000 copias sólo en Estados Unidos. Fue certificado como Oro con 500 000 de ventas, además de ser certificado como doble disco de platino para su formato en Latinoamérica. En 2006, el álbum vendió entre 330,000 y 340,000 unidades.
El álbum ha vendido más de 368 000 de copias, después vendió 411 000 unidades en Estados Unidos. El álbum ha vendido 500 000 unidades siendo vendido el todo el mundo según Billboard, El álbum ha vendido 1 millón de copias mundialmente. El álbum ha vendido 2 millones de copias en el mundo según Billboard Italia. Después el álbum vendió 3 millones de copias en el mundo, el álbum vendió 4,5 millones de copias y logró ganancias de 4 700 000 en Estados Unidos.
El álbum fue reconocido por la revista Rolling Stone en su lista de Los 100 mejores álbumes debut de todos los tiempos en el número 50.
El álbum fue reconocido por la revista de Billboard siendo un álbum innovador para el género Reggaeton junto con el álbum Barrio Fino.
El álbum "The Last Don" consolidó el estatus del artista cómo uno de los mejores artistas crossover más exitosos de la música latina de todos los tiempos según la compañía de BMI.
El álbum celebró 20 años en el 2023, de The Last Don desde su lanzamiento en el 2003 según la revista de Rolling Stone.

## Lista de canciones

### Edición estándar (2003)
| N.º   | Título                                    | Productor(es)                 | Duración |  |
| 1.    | «Intro»                                   | Luny Tunes · Eliel            | 2:39     |  |
| 2.    | «Dale don más duro» (con Glory)           | Luny Tunes · Eliel            | 2:41     |  |
| 3.    | «Intocable»                               | Luny Tunes · Eliel            | 2:46     |  |
| 4.    | «Dile»                                    | Eliel                         | 3:26     |  |
| 5.    | «Aunque te fuiste»                        | Eliel                         | 4:03     |  |
| 6.    | «La noche está buena» (con Daddy Yankee)  | Luny Tunes · Héctor El Father | 2:24     |  |
| 7.    | «Provocándome»                            | Luny Tunes · Eliel            | 2:12     |  |
| 8.    | «Caseríos #2» (con Héctor “El Bambino”)   | Luny Tunes · Eliel            | 4:05     |  |
| 9.    | «Quien la vio llorar»                     | Eliel                         | 3:05     |  |
| 10.   | «Perreando (Remix)» (con Daddy Yankee)    | DJ Nelson                     | 2:32     |  |
| 11.   | «Tu cuerpo me arrebata» (con Trébol Clan) | Luny Tunes · Eliel            | 3:24     |  |
| 12.   | «La recompensa» (con Gallego)             | Eliel                         | 4:46     |  |
| 13.   | «Guayaquil»                               | Eduardo Reyes                 | 3:09     |  |
| 14.   | «Intocable (Remix)»                       | DJ Kazzanova                  | 1:44     |  |
| 15.   | «Dale Don Dale (Bonus Track)»             | Luny Tunes · Cheka · Noriega  | 3:33     |  |
| 46:35 |                                           |                               |          |  |

Notas
- «Dile» contiene una interpolación de «La noche» por Joe Arroyo.

### The Gold Series (2006)
- Esta edición contiene los 15 canciones de la edición estándar, más dos canciones extras.

| N.º   | Título                               | Productor(es)                             | Duración |  |
| 16.   | «Pobre Diabla»                       | Eliel                                     | 4:12     |  |
| 17.   | «Ronca» (con Héctor el Father, Zion) | Eliel · Nesty · Escobar · Rafy Mercenario | 5:01     |  |
| 55:48 |                                      |                                           |          |  |

## Créditos y personal
Parcialmente adaptado desde AllMusic.
- William Omar Landrón Rivera — Artista principal, compositor, productor.
- Héctor Delgado — Artista invitado, compositor, productor ejecutivo y productor.
- Francisco Saldaña, Víctor Cabrera — Producción, mezcla, compositor.
- Eliel Lind Osorio — Producción, mezcla, compositor, arreglista, guitarra.
- Glorimar Montalvo — Artista invitada, coros.
- Mario Rivera (Mario VI) — Compositor, coros.
- José Arroyo — Compositor.
- Ramón Ayala Rodríguez — Artista invitado, compositor, líricas.
- Nelson Díaz — Productor, mezcla.
- Héctor Pagán (Periquito) — Artista invitado, compositor, coros.
- Gilberto Matías Vélez (Berto) — Artista invitado, compositor, líricas.
- José González (Gallego) — Artista invitado, líricas.
- Eduardo Reyes — Productor, arreglista, acordeón.
- José “Cheo” Cruz — Güiro, Tambora.
- DJ Kazzanova — Productor, mezcla.
- Norgie Noriega — Productor.
- David Lozada (Cheka) — Compositor, productor.
- Edwin Cordero — Fotografía.

## Posicionamiento en listas
| Listas (2003)                     | Mejor posición |
| --------------------------------- | -------------- |
| Estados Unidos (Latin Pop Albums) | 2              |
| Estados Unidos (Top Latin Albums) | 2              |
| Estados Unidos (Top Heatseekers)  | 11             |

| Listas (2004)                     | Mejor posición |
| --------------------------------- | -------------- |
| Estados Unidos (Top Latin Albums) | 67             |
| Estados Unidos (Tropical Albums)  | 5              |

| Listas (2005)                        | Mejor posición |
| ------------------------------------ | -------------- |
| España (Álbum Top 100)               | 70             |
| Estados Unidos (Billboard 200)       | 165            |
| Estados Unidos (Catalog Albums)      | 28             |
| Estados Unidos (Latin Rhythm Albums) | 3              |
| Estados Unidos (Reggae Albums)       | 3              |
| Estados Unidos (Top Latin Albums)    | 10             |
| Estados Unidos (Tropical Albums)     | 4              |

## Reconocimiento
| Publicación              | Título                                                                             | Lista |
| ------------------------ | ---------------------------------------------------------------------------------- | ----- |
| Rolling Stone            | 100 Best debut albums of all time (100 mejores álbumes debut de todos los tiempos) | 50    |
| Los 600 de Latinoamérica | Los 600 de Latinoamérica (600 discos 1920-2022)                                    | 97    |

## Certificaciones
| País (Certificador) | Certificación       | Ventas certificadas |
| --- | ------------------- | ------------------- |
| Certificaciones de The Last Don |                     |                     |
| Costa Rica (IFPI) | Oro                 | 10 000*             |
| España (PROMUSICAE) | Oro                 | 50 000*             |
| Estados Unidos (RIAA) | 2x Platino (Latino) | 200 000^            |
| Resumen |                     |                     |
| Centroamérica | Oro                 | 10 000*             |
| *cifras de ventas basadas únicamente en la certificación ^cifras de envíos basadas únicamente en la certificación xcifras no especificadas basadas únicamente en la certificación |                     |                     |

## Historial de lanzamiento
| País  | Fecha                   | Formato                           | Edición     | Discográfica               | Ref.  |
| ----- | ----------------------- | --------------------------------- | ----------- | -------------------------- | ----- |
| Mundo | 10 de junio de 2003     | Disco compacto · Descarga digital | Estándar    | V.I. · Universal           | [ 1 ] |
| Mundo | 19 de diciembre de 2006 | Disco compacto · Descarga digital | Gold Series | V.I. · Universal · Machete | [ 2 ] |